# Cúpula (botânica)

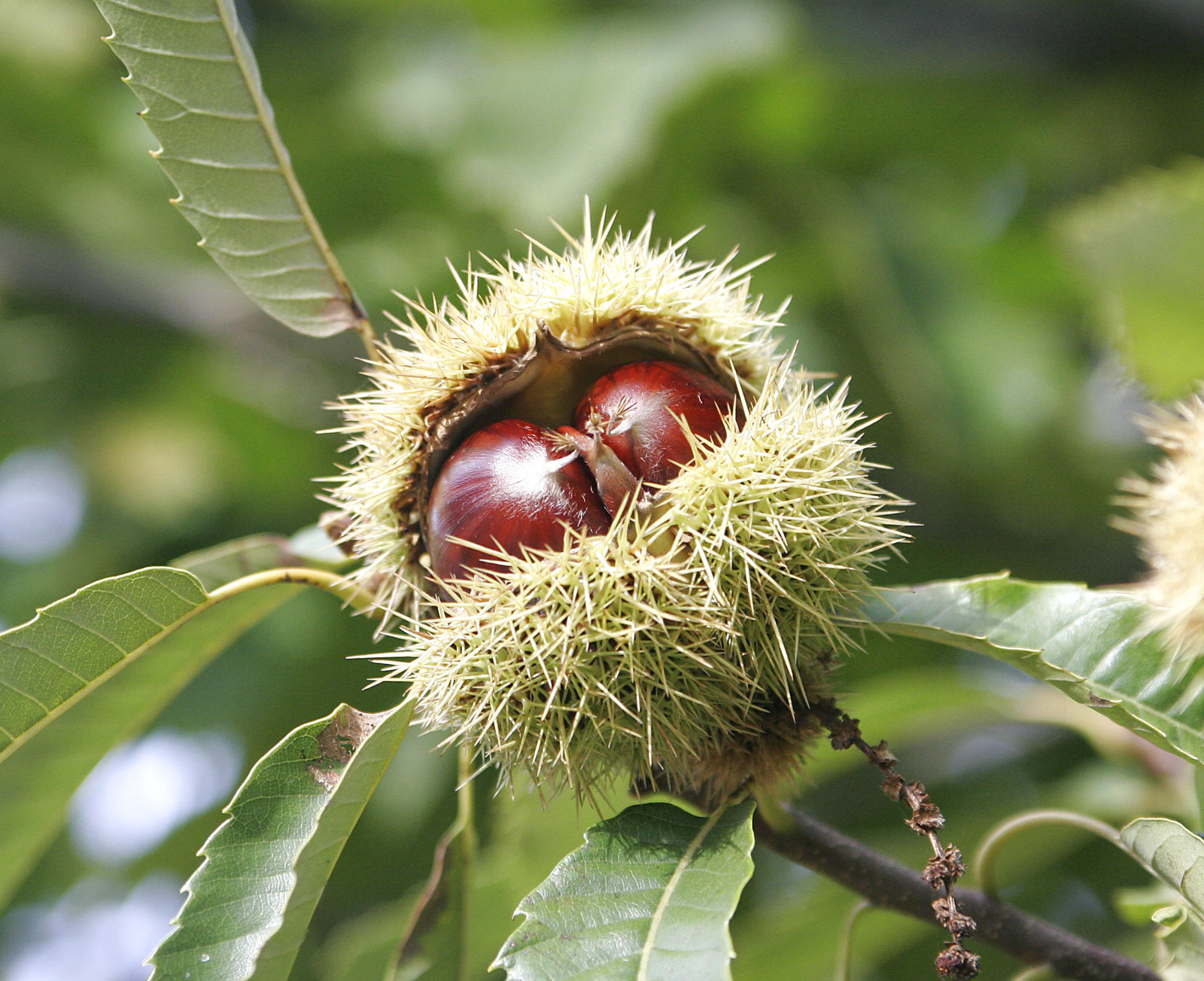
Infrutescência do castanheiro: castanhas in situ envolvidas pelo seu calíbio ou cúpula.

Cúpula (ou calíbio, de calybium, neologismo latino derivado do grego χαλύβιόν, "cabana", alusão à sua função protectora) é a designação dada em botânica a uma formação de natureza axial que rodeia e protege, mais ou menos totalmente, os frutos ou infrutescências de algumas espécies arbóreas ou arbustivas, nomeadamente os representantes da família Fagaceae (como é o caso das bolotas e das castanhas).